# Couvent des Jacobins de Reims
Pour les articles homonymes, voir Couvent des Jacobins et Jacobins.
Le couvent des Jacobins de Reims est un ancien couvent de Dominicains, appelés alors Jacobins, dans la ville française de Reims, datant du Moyen Âge. Ces vestiges sont depuis 1984 intégré dans un square, Square des Jacobins, qui fait passage entre la rue Hincmar et la rue des Jacobins.

## Histoire
Les frères furent invités par l'évêque Albéric de Humbert mais ne vinrent qu'en 1220 et n'eurent des bâtiments qu'en 1245 après un don des moines de l'abbaye de St-Denis qui étaient leurs voisins. 
L'église des Frères-Précheurs avait trois nefs et dix-huit arcs-boutants, sur sa façade deux tourelles suspendues encadraient une baie double. Le clocher carré jouxtait l'abside et sa flèche de pierre avait quatre clochetons de pierre. Elle fut consacrée par Pierre Barbet en 1280.
En 1441, le frère Nicolas Pinguis se faisait nommer vicaire de l'inquisition, mais il fut réduit au silence par les chanoines et l'archevêque.
Une salle du couvent servait à la réunion des habitants, c'est là que furent élus les députés des Etats généraux en 1789, puis à des réunions de clubs des amis de la Constitution. La bibliothèque de 1764 livres du couvent furent saisis en 1791 et versés à la bibliothèque municipale.
Les ruines du couvent des Jacobins ont été redécouvertes en novembre 1884, à l'occasion d'un incendie d'une usine de teinturerie installée sur le site.
C'est en 1984 que fut réalisé l'actuel square des Jacobins.

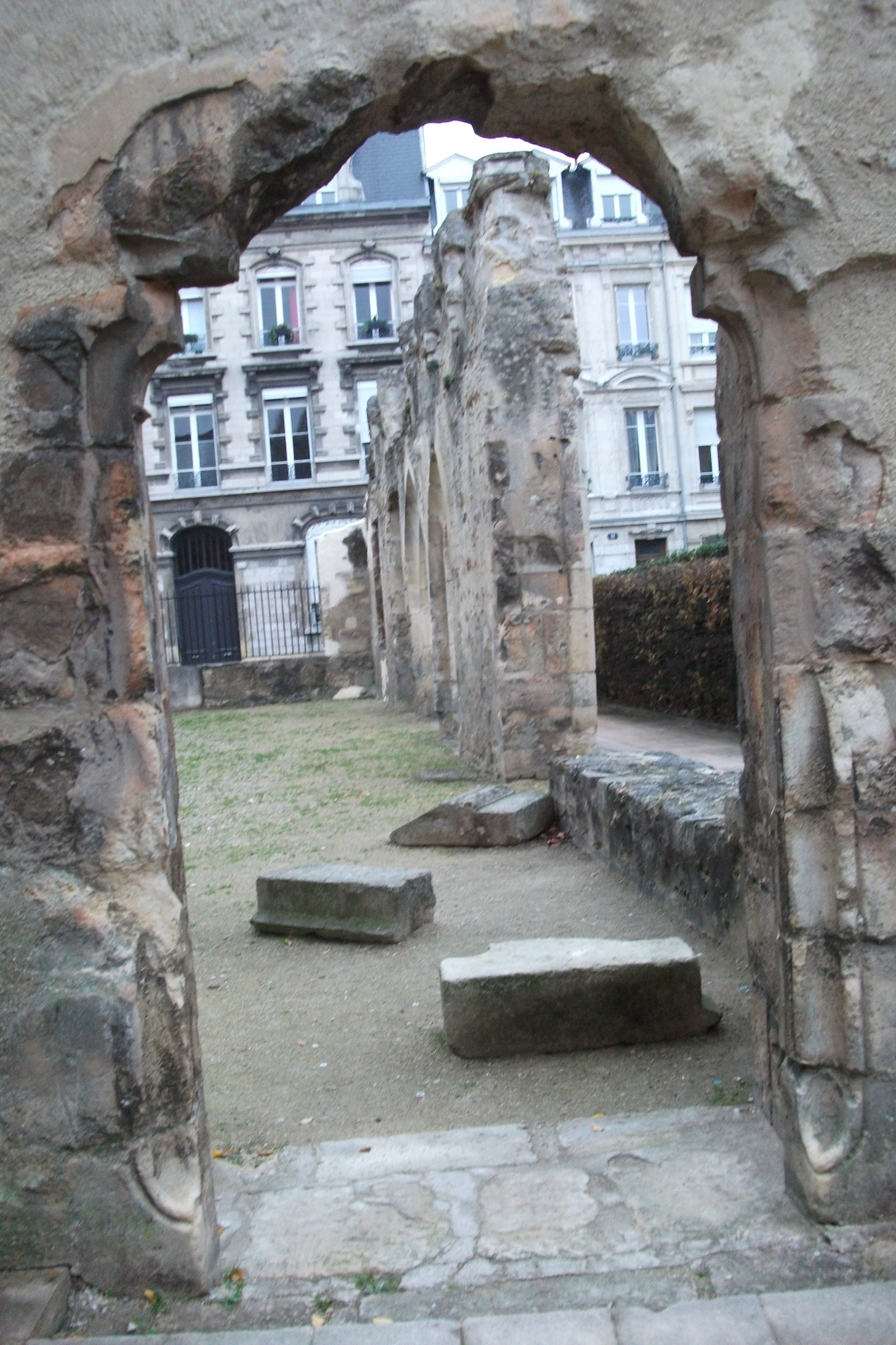
Ruines, image du parc,
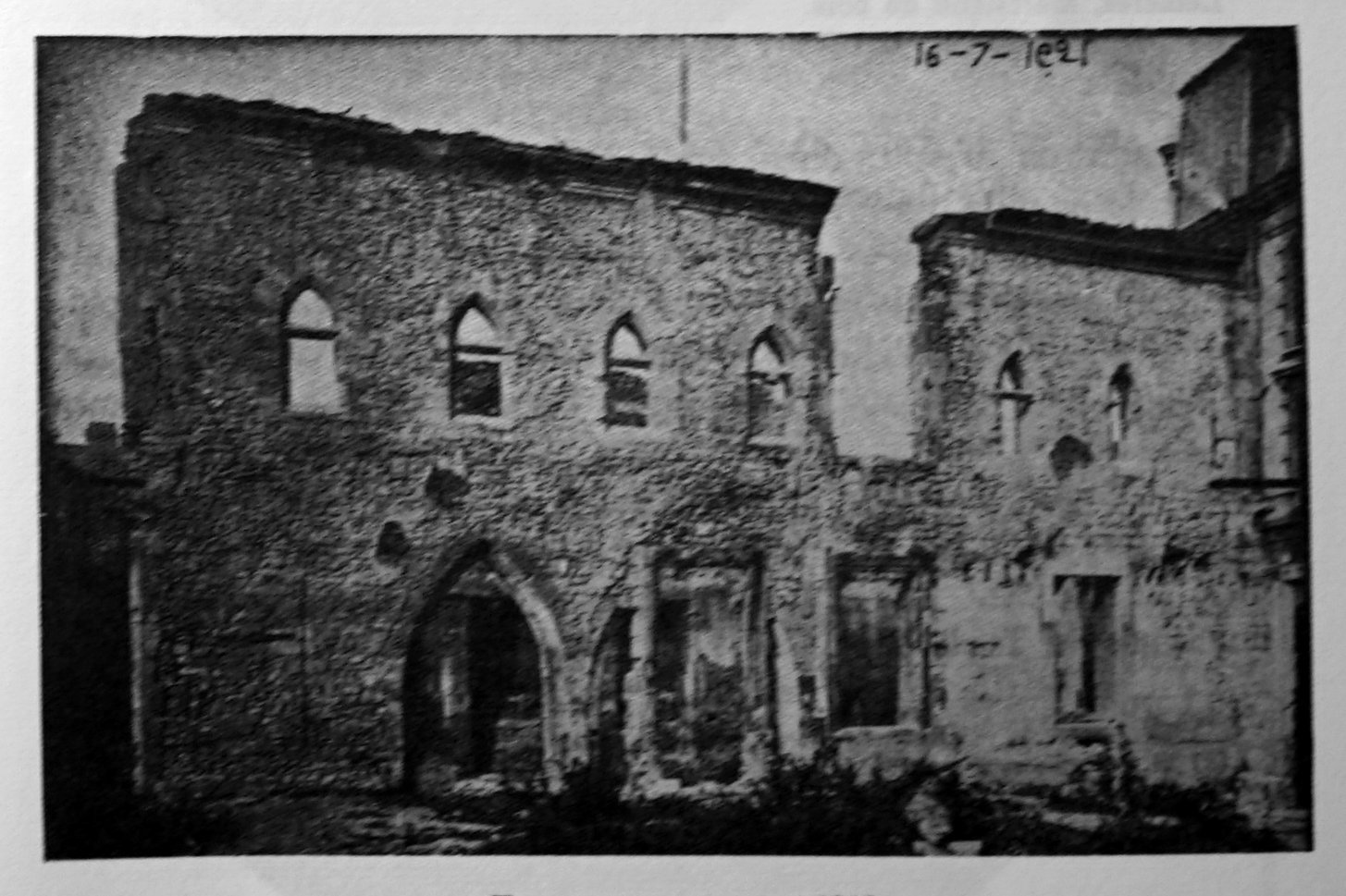
en 1925,
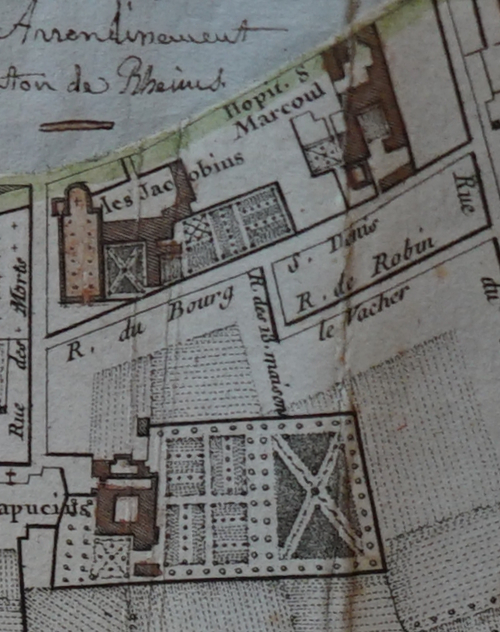
sur une carte,
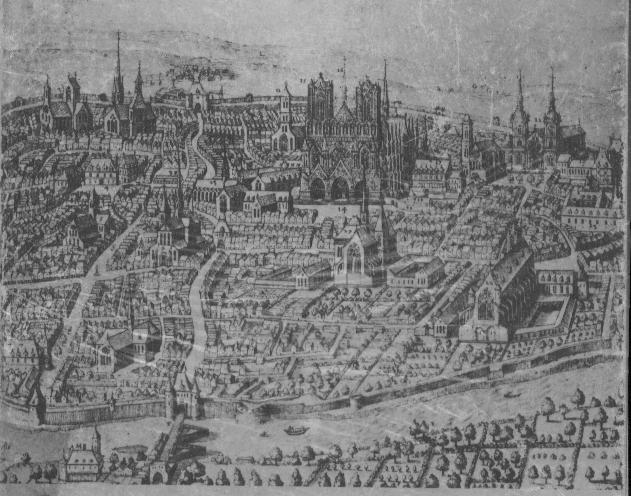
L'église du couvent à droite de la cathédrale.

## Protection
Les vestiges du couvent font l’objet d’une inscription au titre des monuments historiques depuis le 11 mai 1981.